# 白草地湖
白草地湖（英語：White Meadow Lake）是位於美國新澤西州摩里斯縣的普查規定居民點。

## 人口
根據2020年美國人口普查的數據，白草地湖的面積為10.55平方千米，當中陸地面積為9.34平方千米，而水域面積為1.21平方千米。當地共有人口8710人，而人口密度為每平方千米825.59人。